# Георги Векилски
 Тази статия е за българския офицер.  За политика вижте Георги Векилски (политик).  
Георги Михайлов Векилски е български офицер, подполковник от артилерията.

## Биография
Георги Векилски е роден на 4 ноември 1882 година в Ловеч. През 1903 година завършва Военното училище, след което служи в Четвърти артилерийски полк. Като командващ батарея с чин капитан взима участие в Балканските войни. След техния край участва активно в създаването на първата българска конна батарея и става неин пръв командир.
По време на Първата световна война батареята е част от Първа конна дивизия и воюва в Добруджа, където Векилски се бие при Кочмар-Карапелит, но името му нашумява при  Мустафа Ачи през септември 1916 година. В началото на следващата година е повишен в майор и оглавява новосъздаденото конно-артилерийско отделение.

Георги Векилски загива на 15 март 1918 година при инцидент с разрив на бомба по време на разузнаване при село Бештепе, Тулчанско. Погребан е с военни почести на 22 март в двора на църквата „Св. Георги“ в Тулча и на следващия ден посмъртно е произведен в звание подполковник. През 1930 г. тленните му останки са пренесени от Тулча през Русе и с автомобил през Разград, Шумен, Ески Джумая, Търново, Габрово, Севлиево и Ловеч до гробница на „Алеята на героите“ в двора на Артилерийските казарми в София, а впоследствие са преместени в Софийските военни гробища.
Майор Георги Векилски е почетен съюзен войвода на Българския колоездачен съюз.
Името на Георги Векилски носят улици в Ловеч, София (Карта) и Добрич, както и село Векилски.

## Военни звания
- Подпоручик (1903)
- Поручик (1905)
- Капитан (1910)
- Майор (27 февруари 1917)
- Подполковник (16 март 1918) посмъртно